# Ipala (ort)
Ipala är en ort i Burkina Faso.   Den ligger i provinsen Province du Bam och regionen Centre-Nord, i den centrala delen av landet, 110 km norr om huvudstaden Ouagadougou. Ipala ligger 358 meter över havet och antalet invånare är 448.
Terrängen runt Ipala är platt. Närmaste större samhälle är Horé, 11,0 km sydost om Ipala.
Trakten runt Ipala består i huvudsak av gräsmarker. Runt Ipala är det ganska tätbefolkat, med 120 invånare per kvadratkilometer.